# Dacia Nova
Dacia Nova – samochód osobowy typu liftback, produkowany przez rumuńskie przedsiębiorstwo Dacia w latach 1995–2000 jako Dacia Nova, a po modernizacji jako Dacia SupeRNova w latach 2000–2003.

## Historia i opis modelu

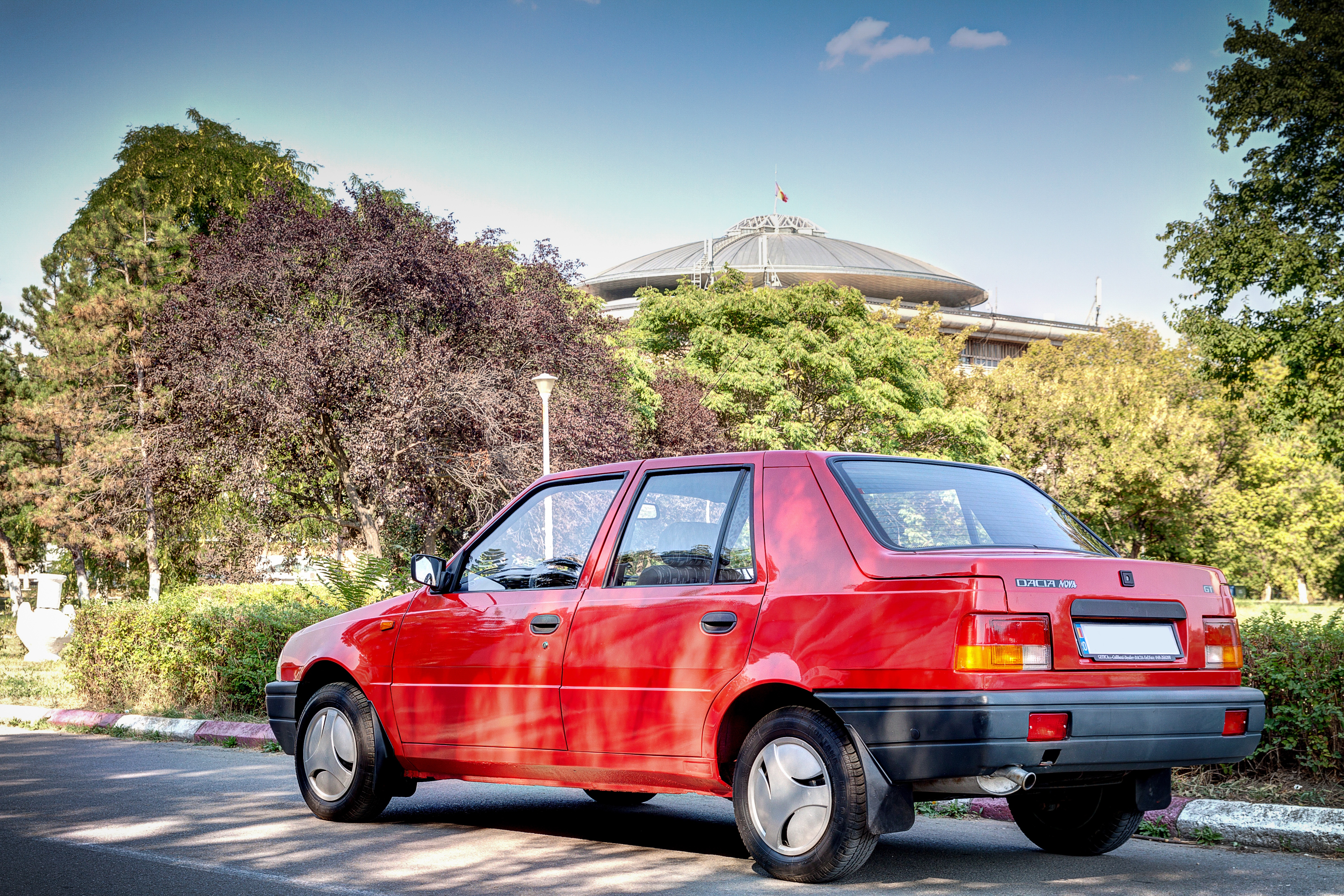
Dacia Nova – tył pojazdu

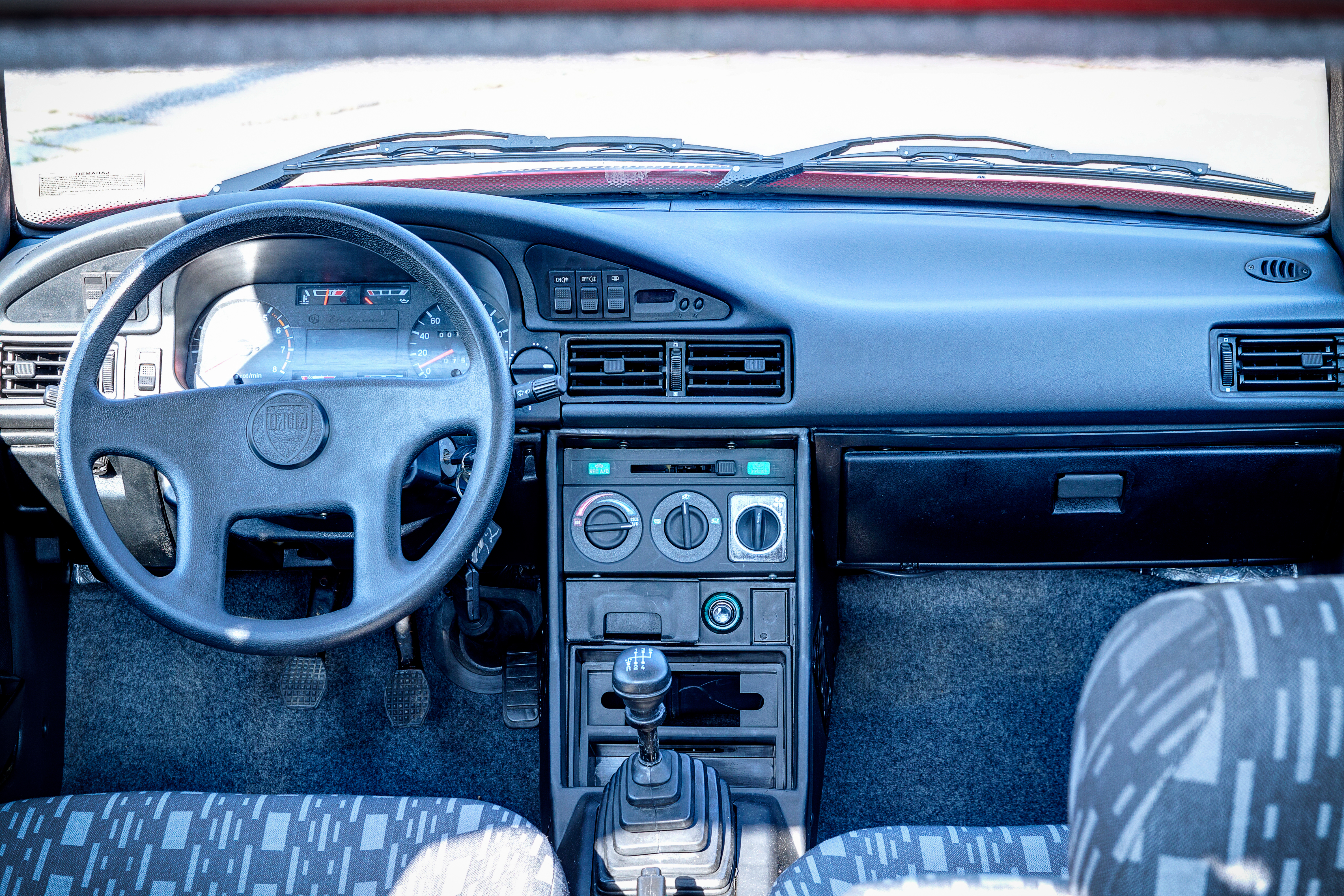
Deska rozdzielcza samochodu

Samochód został zaprojektowany w całości przez rumuńskich inżynierów, jednak inspirowali się oni Peugeotem 309. Produkcja seryjna rozpoczęła się w 1995 roku a już w 1996 roku samochód przeszedł lifting w wyniku którego zmieniono przednie światła oraz atrapę. Do napędu używano silników OHV 1,4 i 1,6 l zaadaptowanych z Dacii 1310. W 1998 roku silnik 1,6 l został wyposażony we wtrysk paliwa marki Bosch, po czym otrzymał oznaczenie GTi.
W 2000 roku pojawiła się wersja SupeRNova, która w stosunku do Dacii Nova wyposażona została w silnik  SOHC konstrukcji Renault typu E7J 260 o pojemności skokowej 1390 cm³ i mocy maksymalnej 74 KM. Jednostka napędowa zblokowana została z 5-biegową manualną skrzynią biegów. W zawieszeniu przednim pojazdu zastosowano kolumny MacPhersona, wahacze poprzeczne oraz stabilizator. Natomiast w zawieszeniu tylnym drążki skrętne oparte na sprężynach śrubowych dodatkowo wspartych przez stabilizator. W Dacii SupeRNova udoskonalony został układ hamulcowy poprzez zwiększenie wydajności pompy hamulcowej oraz układ kierowniczy poprzez zwiększenie siły wspomagania. Samochód ten sprzedawany był w 4 wersjach wyposażenia: Europa, Comfort, Rapsodie oraz Clima (z klimatyzacją). Był to pierwszy model marki Dacia dostępny z klimatyzacją. W 1998 roku na bazie Novy powstał prototyp 7-miejscowego minivana o nazwie Dacia Nova MPV. Powstało 38 063 egzemplarze Novy i 60 191 egzemplarzy SupeRNovy.

## Dane techniczne
| Wersja     | Silnik:                   | Producent: | Średnica × skok tłoka: | St. sprężania: | Moc maksymalna:                  | Maks. moment obrotowy      | 0-100 km/h: | V-max:   |
| Nova:      | Nova:                     | Nova:      | Nova:                  | Nova:          | Nova:                            | Nova:                      | Nova:       | Nova:    |
| ---------- | ------------------------- | ---------- | ---------------------- | -------------- | -------------------------------- | -------------------------- | ----------- | -------- |
| 1.4 GLi    | R4 1,4 l (1397 cm³), OHV  | Dacia      | 76,00 mm × 77,00 mm    | 9,2:1          | 62 KM (46 kW) przy 5500 obr./min | 93 N•m przy 3500 obr./min  | 18 s        | 150 km/h |
| 1.6 GT     | R4 1,6 l (1557 cm³), OHV  | Dacia      | 77,00 mm × 83,6 mm     | 9,2:1          | 72 KM (53 kW) przy 5000 obr./min | 122 N•m przy 2500 obr./min | 17 s        | 160 km/h |
| 1.6 GTi    | R4 1,6 l (1557 cm³), OHV  | Dacia      | 77,00 mm × 83,6 mm     | 9,2:1          | 72 KM (53 kW) przy 5000 obr./min | 122 N•m przy 2500 obr./min | 17 s        | 160 km/h |
| SupeRNova: |                           |            |                        |                |                                  |                            |             |          |
| 1.4 MPI    | R4 1,4 l (1390 cm³), SOHC | Renault    | 75,80 mm x 77,00 mm    | 9,50:1         | 74 KM (54 kW) przy 5250 obr./min | 114 N•m przy 2800 obr./min | 13 s        | 162 km/h |